# Adesmia adrianii
Adesmia adrianii es una especie de planta floral del género Adesmia, categorizada en la tribu Dalbergieae, de la subfamilia Faboideae.

## Distribución
Especie nativa de Argentina. Crece en el bioma subtropical.

## Taxonomía
Fue descrita por M.N.Correa y publicada en Fl. Patagonica 4b: 144 (1984).